# 8-Tage-Uhr
Eine 8-Tage-Uhr ist eine mechanische Räderuhr, deren Uhrwerk eine Gangdauer von mindestens 168 Stunden oder einer Woche hat.
Bei einer 8-Tage-Uhr ist das manuelle Aufziehen nach einer Woche nötig. Ein frühes Patent für eine Taschenuhr mit 8-Tage-Werk wurde 1888 von Irenée Aubry eingereicht und am 10. Januar 1889 erteilt. Die Uhr erhielt den Namen Hebdomas (griechisch ἑβδομάς, lateinisch hebdomada = Woche). Bei Groß- und Pendeluhren ist ein 8-Tage-Werk nichts Außergewöhnliches. 8-Tage-Uhren wurden auch bei ersten Flugzeugen oder Automobilen, wie dem Maybach Zeppelin DS 8m, verwendet.